# پارک ملی جاو
پارک ملی جاو (پرتغالی: Parque Nacional do Jaú) یک پارک ملی در ایالت آمازوناس برزیل است. این پارک بزرگترین ذخایر جنگلی در آمریکای جنوبی و جز میراث جهانی یونسکو محسوب می‌شود.

## نگارخانه

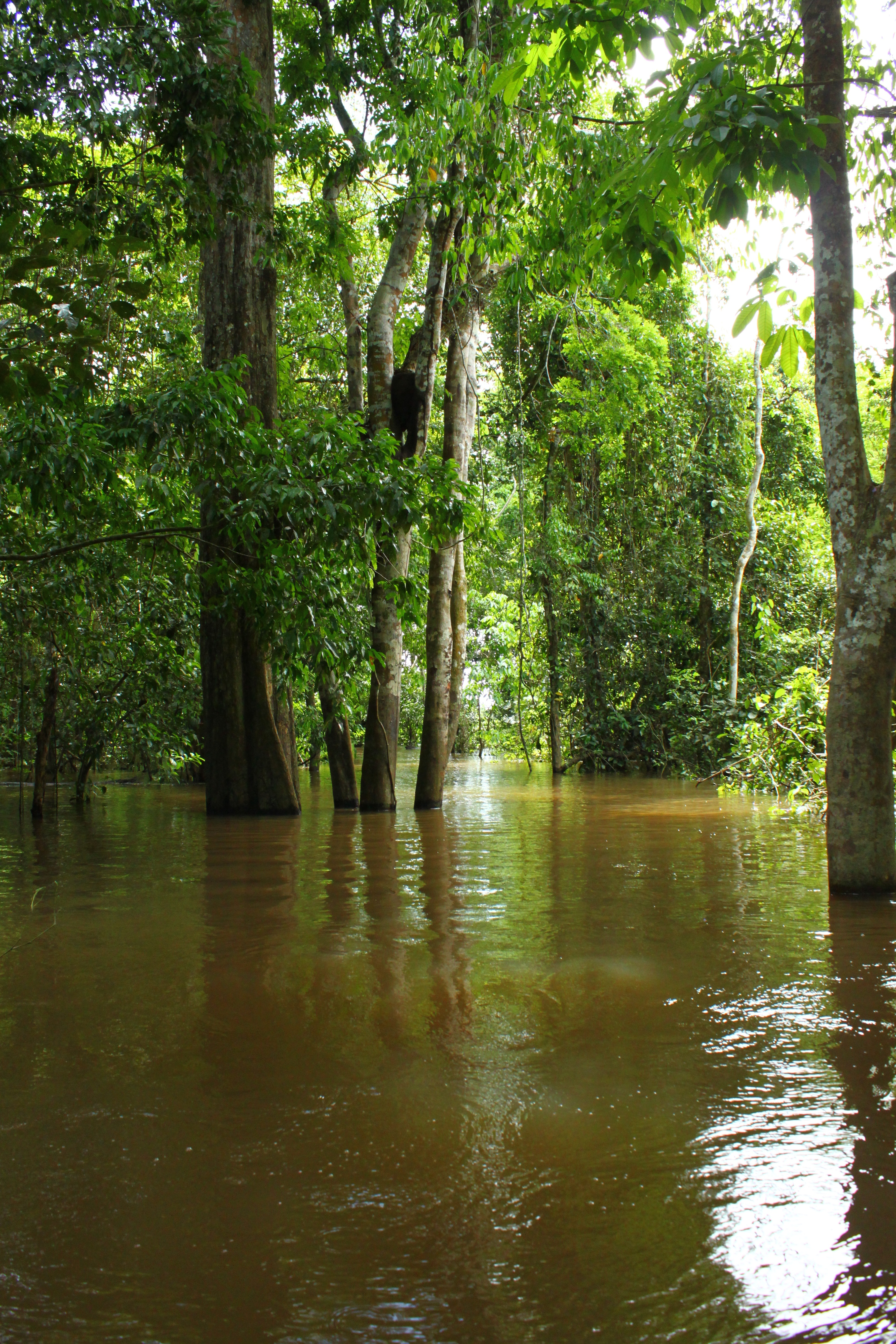
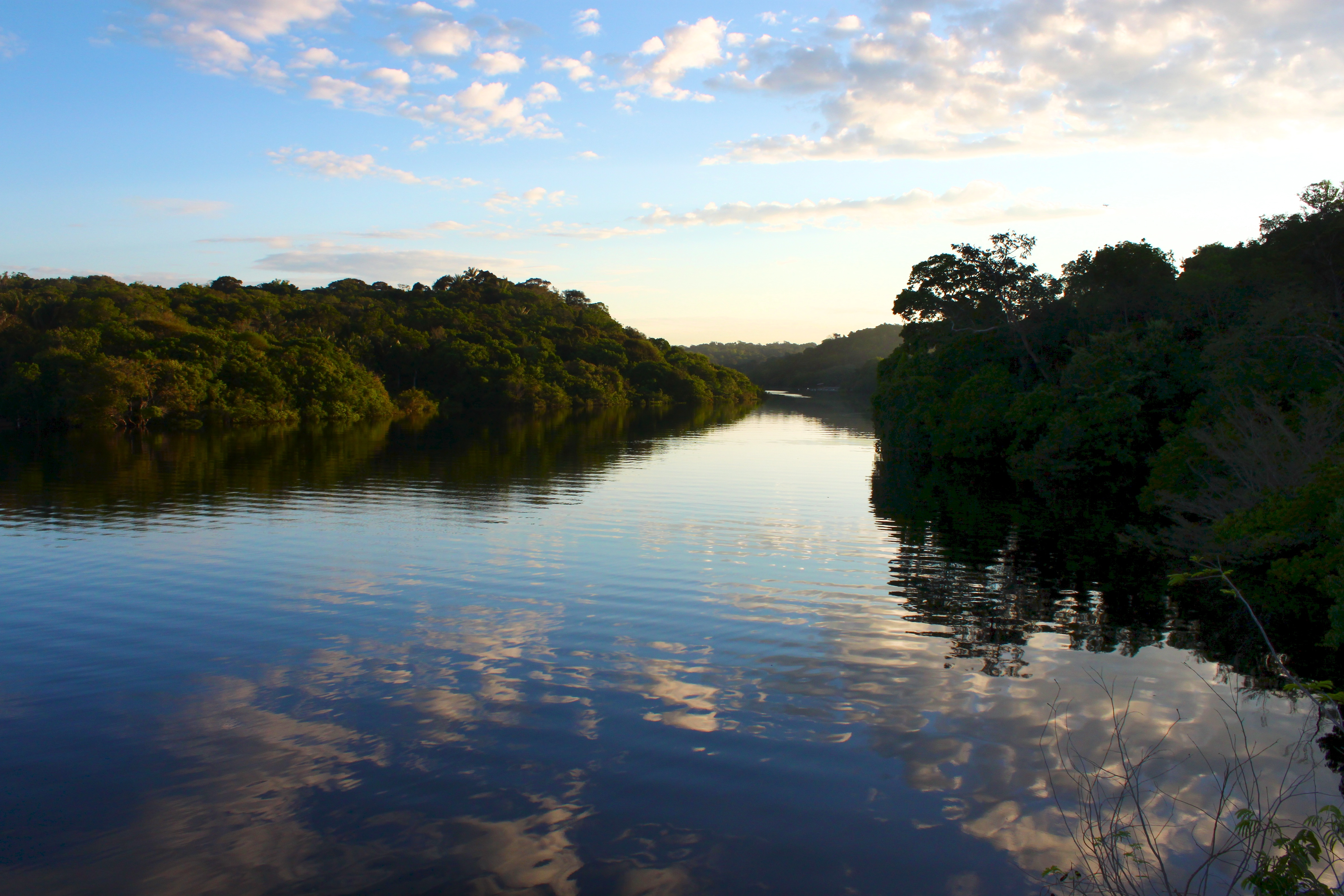
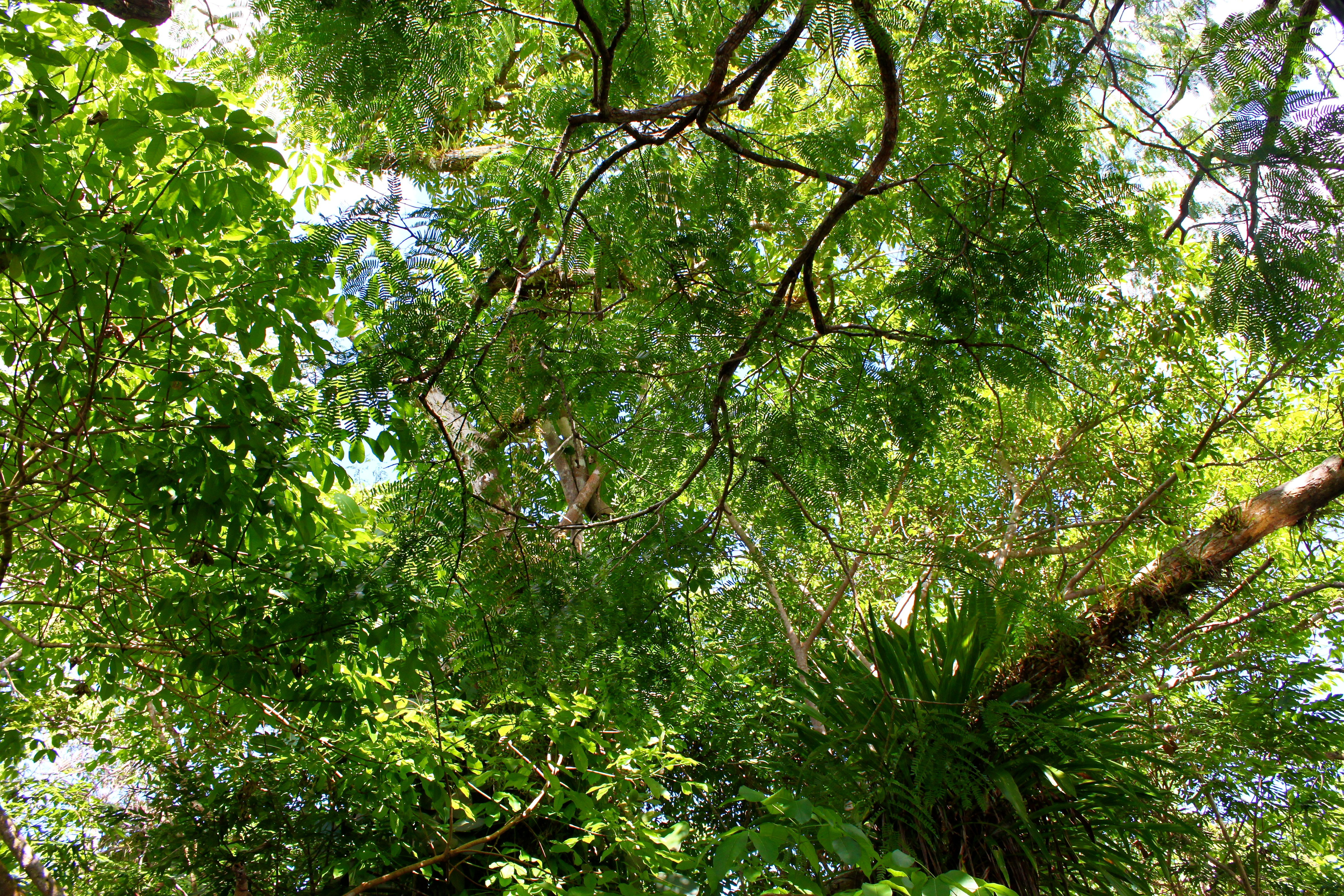
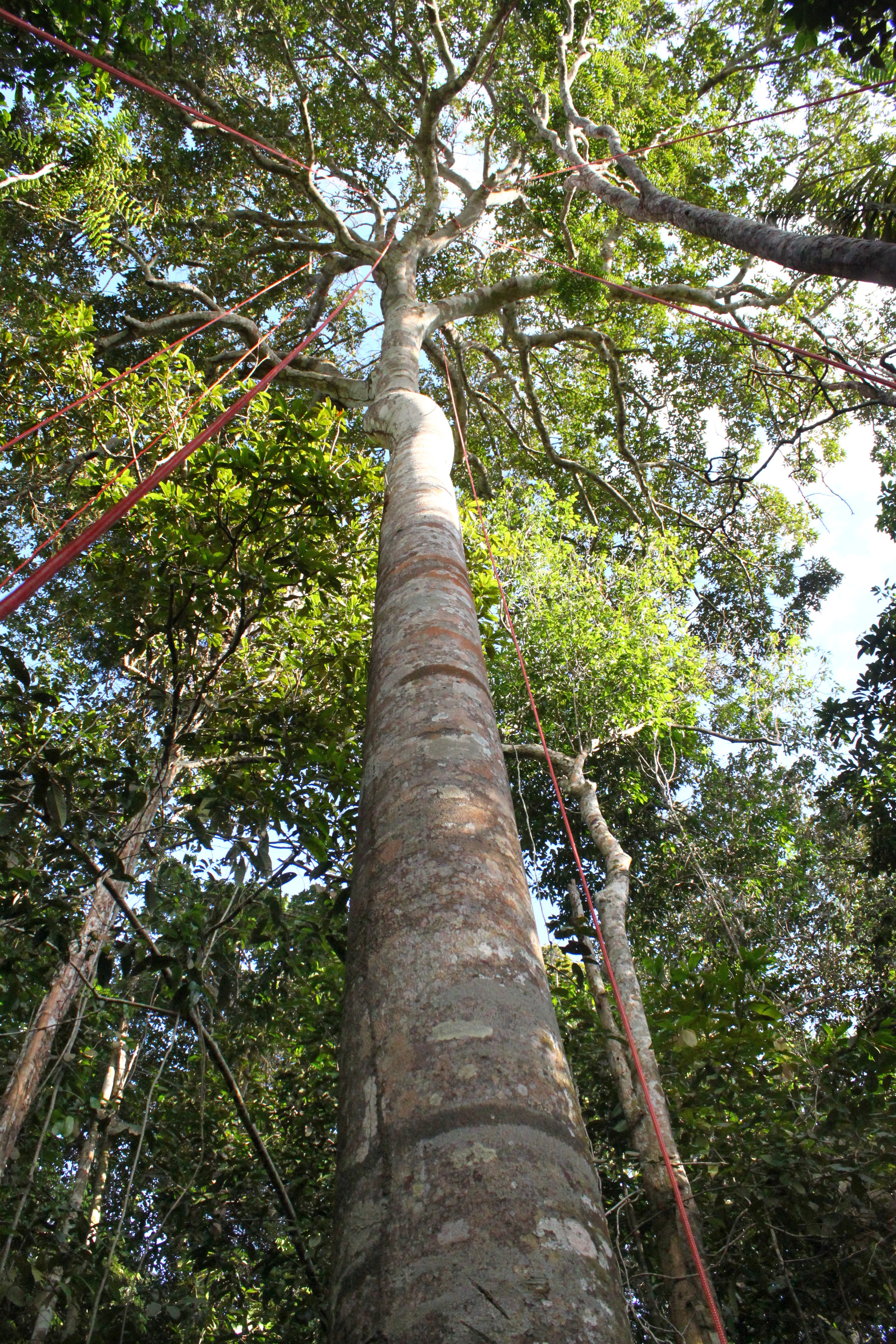